# Kapruca
Maroskapronca, 1910-ig Kapruca(románul: Căpruța) falu Romániában, Arad megyében.

## Fekvése
Lippától 33 kilométerre keletre, a Maros jobb partján fekszik.

## Nevének eredete
Neve a középkor végén és az újkor elején még Kapronca volt (Kaproncha, 1350, Kaproncza, 1471). Ez szláv eredetű, és 'csalánnal benőtt hely'-et jelent. Később népetimológiával a román capră ('kecske') szó kicsinyítő képzős alakjaként értelmezték át.

## Története
1471-ben a gerlai Ábrahámfiak birtoka, 1479-ben mezőváros volt. 1755-ben romladozó ortodox fatemplom állt benne. Lakói tutajozással foglalkoztak, és sok szilvát termesztettek. 1830 körül özv. Kászonyi Alojzia birtoka volt, vendégfogadó és postahivatal is működött benne. Kétezer holdas határából 580 volt szántóföld és 300 rét. A környék szilváját a 19. század végén zsidók vagy temeshidegkúti svábok vették meg, akik pálinkát főztek belőle. Lakói 1897-ben állami (magyar tannyelvű) iskola megnyitását kérték az állami tanfelügyelőtől. Egy helyi gazda ajánlott fel épületet, és a következő évben az iskola megnyílt. Az ortodox iskola viszont 1909-ben, tanulók hiányában bezárt. 1928-ban lakói engedélyt kértek arra, hogy lerombolhassák három évvel korábban műemléki védelem alá helyezett, 1786-ban épült fatemplomukat. Ennek a helyén épült a mai templom.
1880-ban 866 lakosából 814 volt román és 23 magyar anyanyelvű; 838 ortodox, 15 római katolikus és 13 zsidó vallású.
2002-ben 314 lakosából 306 volt román és 7 magyar anyanyelvű; 270 ortodox és 26 pünkösdista vallású.